# Sarrebourg
Sarrebourg (fràncic lorenès, Sààrburi, alemany Saarburg) és un municipi de la regió del Gran Est, departament del Moselle. El 2021 tenia 12.359 habitants.